# Batteri Gram-positivi

Differenza strutturale di parete e membrane cellulari fra germi Gram + e Gram −

Si definiscono Gram-positivi i batteri che rimangono colorati di blu o viola dopo aver subito la colorazione di Gram. Si contrappongono ai batteri Gram-negativi, che invece subiscono la decolorazione.  

## Caratteristiche
Sono in grado di trattenere la colorazione del cristalvioletto a causa dello strato di peptidoglicano presente nella loro parete cellulare, che nei batteri Gram-positivi è spessa e permette al colorante di penetrare e colorare la cellula, mentre impedisce al decolorante di penetrare e decolorare la cellula. Sostanzialmente è questa caratteristica strutturale che li distingue dai batteri Gram-negativi, che sono incapaci di trattenere la colorazione di cristalvioletto ma che trattengono altre colorazioni di contrasto (safranina o fucsina) e appaiono di colore rosso o rosa, in quanto hanno uno strato di peptidoglicano decisamente più sottile e localizzato tra due membrane cellulari: interna ed esterna. 

### Colorazione di Gram
Suddividere i batteri in funzione della colorazione che presentano dopo essere stati soggetti al trattamento di Gram è il modo più utilizzato per distinguere i diversi batteri, anche se ciò non ha attinenza con il grado di parentela filogenetica tra le diverse specie batteriche.
Dapprima trattate con cristalvioletto, le colture batteriche vengono lavate con un mordenzante, il liquido di Lugol. Poi si utilizza un decolorante, per esempio alcol etilico. Se i batteri rimangono colorati di viola o blu anche dopo essere stati trattati con il decolorante, vengono definiti Gram-positivi. 

## Parete cellulare
La funzione della parete cellulare è quella di fornire un supporto strutturale, protezione e rigidità alla cella. In linea generale i batteri Gram-positivi hanno le seguenti caratteristiche comuni:
1. Membrana citoplasmatica lipidica
2. Parete di peptidoglicano
3. Capsula di polisaccaridi (presente solo in alcune specie)
4. Flagello (anche questo presente solo in alcune specie)

## Specie
Alcuni dei generi di batteri positivi alla colorazione di Gram:
- Actinobacteria (Actinomyces, Tropheryma whipplei) ;
- Bacillus ;
- Carnobacterium ;
- Clostridium ;
- Corynebacterium diphtheriae ;
- Enterococcus (Enterococcus faecalis);
- Gardnerella vaginalis ;
- Lactobacillus ;
- Lactococcus ;
- Listeria ;
- Micrococcus ;
- Staphylococcus (Staphylococcus aureus)
- Streptococcus (Streptococcus agalactiae, Streptococcus pneumoniae, Streptococcus pyogenes, Streptococcus viridans)

| Controllo di autorità | Thesaurus BNCF 68657 · LCCN (EN) sh92006518 · GND (DE) 4158021-7 · BNF (FR) cb12256412c (data) · J9U (EN, HE) 987007541801805171 |